# Mandurah
Mandurah is een kuststad in West-Australië, 72 kilometer ten zuiden van Perth en 108 kilometer ten noorden van Bunbury. Ze is de op een na grootste stad in West-Australië en telde 107.641 inwoners tijdens de volkstelling van 2021.
Mandurahs central business district is gelegen aan het Mandurah-estuarium waar de Peel en Harvey estuaria in uitkomen. De stad werd genoemd naar het Nyungahwoord voor "ontmoetingsplaats" of "markt". Het dorpsgebied werd uitgetekend in 1831, 2 jaar na de stichting van de kolonie aan de rivier de Swan, maar trok weinig kolonisten aan. Tot de naoorlogse economische boom van de jaren 1950-60 bleef Mandurah een klein vissersplaatsje. In de daarop volgende jaren trok Mandurah's reputatie als jachthaven en vissersparadijs grote aantallen gepensioneerden aan, vooral naar de nieuwe kanalen ten zuiden van het plaatsje. De 1000 hectare grote wijk Halls Head werd in de jaren 1980 ontwikkeld door een samenwerking tussen de 'Parry Corporation' en de 'Government Employees Superannuation Board'.
De City of Mandurah vormt samen met vier andere lokale bestuurlijke gebieden (Shire of Boddington, Shire of Murray, Shire of Serpentine-Jarrahdale en de Shire of Waroona) de regio Peel. Statistisch wordt Mandurah soms bij Perth gerekend. Vooral sinds het doortrekken van de 'Kwinana Freeway' en de vervollediging van de Mandurah Railway Line in de late jaren 2000. De twee steden vormen nu een conurbatie langs de kustlijn met de Indische Oceaan. Het grootstedelijk gebied van Perth eindigt officieel wel nog steeds in Singleton. 

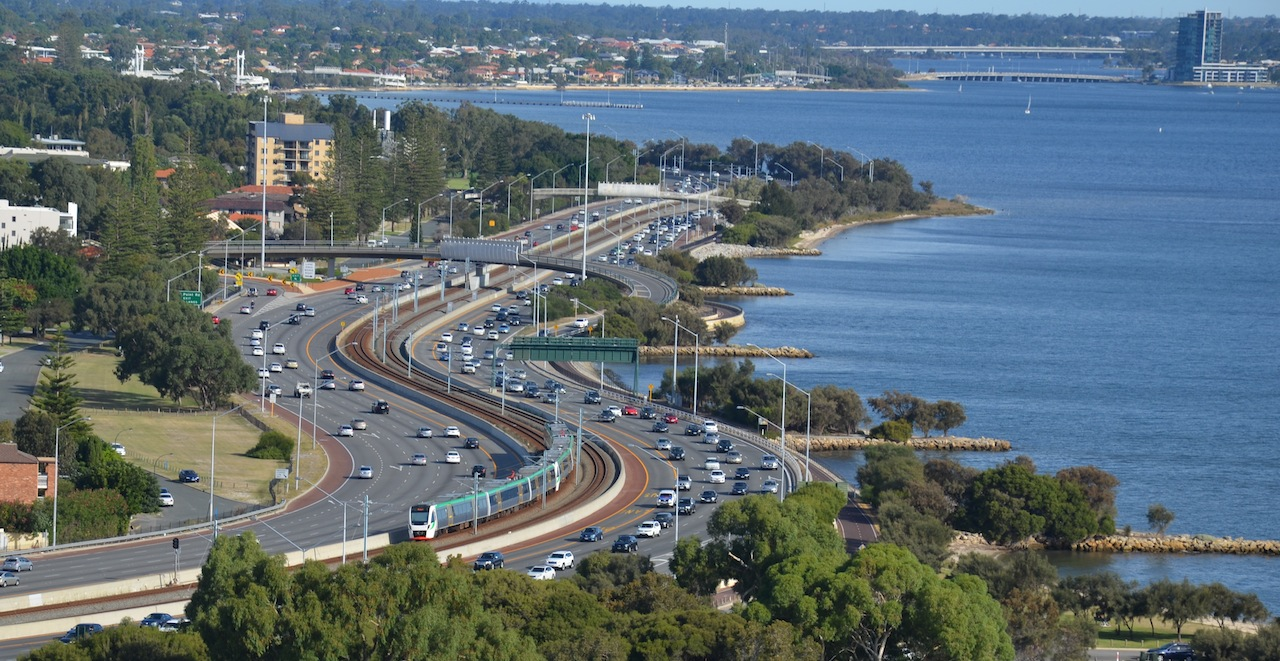
Mandurah Line en Kwinana Freeway

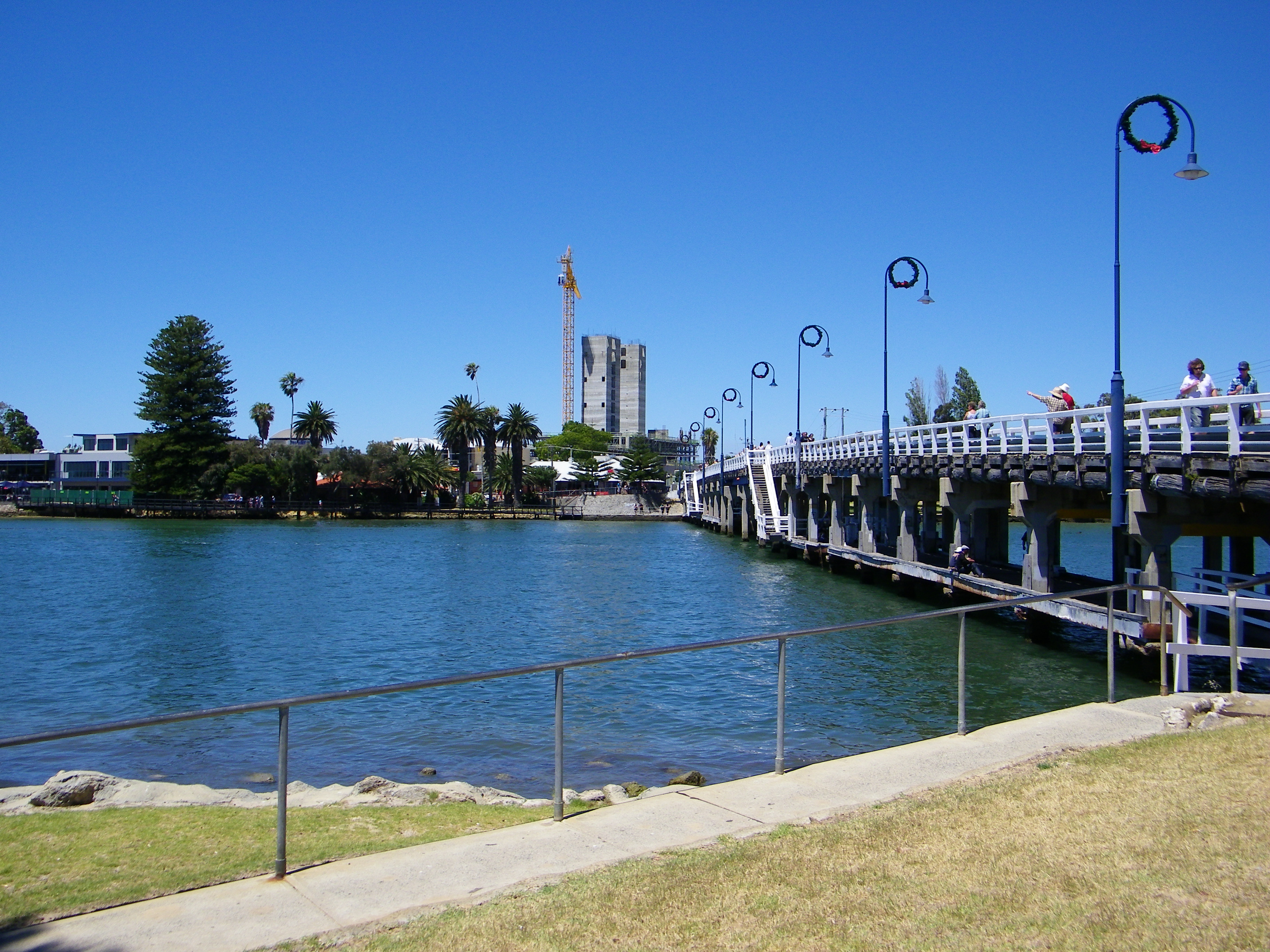
Mandurah brug

## Geschiedenis
De Nyungah (of Bubbulmun) Aborigines, die het zuidwesten van West-Australië bewoonden, noemden de streek 'Mandjar' ("ontmoetingsplaats"). Na de kolonisatie door de Europeanen veranderde de naam, vermoedelijk door een verkeerde uitspraak, in Mandurah.
Thomas Peel kwam in december 1829 aan in West Australië. Hij was in het Verenigd Koninkrijk ingescheept op de Gilmore met arbeiders, materiaal en voorraden en had de reis gefinancierd in ruil voor het recht op een grondgebied in de Swan River kolonie. Een voorwaarde voor de toewijzing was dat hij zou aankomen voor 1 november 1829 en dus werd zijn oorspronkelijke recht verbeurd verklaard. Peel bouwde een kleine nederzetting ten zuiden van de Swan River kolonie op de plaats die men nu 'Woodman Point' noemt en noemde het Clarence. Door de vele moeilijkheden met de nederzetting en zijn eigen gezondheid leidde Peel de resterende medekolonisten naar het gebied dat nu Mandurah heet. Kort daarop vestigden ook andere kolonisten zich in Mandurah : de families Hall, Tuckey en Eacott. Het huisje van de familie Hall op Halls Head is tegenwoordig een van de meest opmerkelijke erfgoedstukken uit de streek. Volgens de volkstelling van 1837 leefden er maar 12 kolonisten in Mandurah wat vermoedelijk overeenkomt met drie gezinnen. Thomas Peel stierf in 1865 maar Mandurah bleef doorheen de jaren, weliswaar traag, groeien tot in de 20e eeuw. Vis was er overvloedig en in 1870 werd een er een visconservenfabriek opgericht.
In 1893 werd de spoorweg tussen Perth en Pinjarra geopend en kreeg Mandurah bekendheid als toeristische bestemming.
In 1894 werd de Mandurahbrug gebouwd door Matthew Price waardoor het gebied ten zuiden beter bereikbaar werd.
Het dorp telde in 1898 160 inwoners, 95 mannen en 65 vrouwen. In 1911 opende een houtzagerij die werkgelegenheid verschafte aan de plaatselijke bevolking maar ze sloot alweer in 1927. Na de dood van Charles Tuckey in 1912 ging het ook bergaf met de visconservenfabriek. Toerisme werd de belangrijkste bron van inkomsten.
Tot 1949 viel Mandurah administratief onder de 'Murray Road Board'. Toen werd de 'Mandurah Road Board' opgericht. Commissaris Richard Rushton verving in de jaren 1950 de door verdeeldheid opgeheven 'Mandurah Road Board'. Op 26 april 1960 werd die terug in ere gesteld. Naar aanleiding van de 'Local Government Act' van 1960 werd de 'Shire of Mandurah' op 1 juli 1961 opgericht.
Industriële ontwikkelingen in Kwinana, de opkomst van de mijnen in het nabije Jarrahdale (1963) en Wagerup (1984) met de bijhorende industriële boom in Pinjarra en het idyllische kustleven dat gepensioneerden aantrok, zorgden voor een vlugge groei. Mandurah werd op 1 juli 1987 'town' en op 14 april 1990 stad.

## Toerisme
Mandurahs toerisme draait vooral rond het alom aanwezige water en trekt vissers en krabbenvangers aan. Het is gekend voor de blauwe zwemkrab en het jaarlijkse 'Crabfestival' in maart.
Jaarlijks doen walvissen en dolfijnen de stad aan. Het spotten van de dieren is er een veelvoorkomend tijdverdrijf. In december staan de kanaalzones bekend voor hun kerstverlichting en varen er speciaal cruises uit.
Er zijn twee dierentuinen aan de rand van de stad, een miniatuurdorp en een toeristische spoorweg. 
Mandurah is de stad het dichtst bij het nationaal park Yalgorup dat bekend staat voor zijn thrombolieten en een variëteit aan fauna en flora.

## Transport
Mandurah ligt langs de 'Kwinana Freeway'. De 'Old Coast Road' die deel uitmaakt van Highway 1, de ringweg rond Australië, loopt door Mandurah. De SW1, SW2 en SW3-busdiensten van Transwa doen Mandurah aan.
Mandurah heeft een haven.
Er rijdt een shuttle tussen 'Perth International & Domestic Airport' en Mandurah.

## Klimaat
Mandurah kent een mediterraan klimaat met zachte winters en warme zomers. Tornado's zijn er veel voorkomend in de winter.
Banksiadale · Barragup · Birchmont · Blythewood · Boddington · Bouvard · Carcoola · Chadoora · Clifton · Coodanup · Coolup · Crossman · Dawesville · Dudley Park · Dwellingup · Erskine · Etmilyn · Fairbridge · Falcon · Furnissdale · Greenfields · Halls Head · Hamel · Herron · Holyoake · Inglehope · Kooljerrenup · Lake Clifton · Lakelands · Lower Hotham · Madora Bay · Mandurah · Marradong · Marrinup · Meadow Springs · Meelon · Mount Cooke · Mount Wells · Myara · Nambeelup · Nanga Brook · Nirimba · North Dandalup · North Yunderup · Oakley · Parklands · Pinjarra · Point Grey · Preston Beach · Quindanning · Ranford · Ravenswood · San Remo · Silver Sands · Solus · South Yunderup · Stake Hill · Teesdale · Wagerup · Wannanup · Waroona · West Coolup · West Pinjarra · Whittaker · Wuraming